# Austin A35
Der Austin A35 war ein Kleinwagen der Austin Motor Company. Er wurde auf der Grundlage des Austin A30 entwickelt und 1956 auf den Markt gebracht.

## Geschichte
Die selbsttragenden Karosserien des 2-türigen und 4-türigen Saloon (Limousine) sowie des 3-türigen Van (Kombi) entsprachen im Wesentlichen dem Vorgängermodell. Später wurde auch noch ein 2-türiger Pick-up angeboten. Die Unterschiede zum Modell A30 waren ein größeres Heckfenster, eine Blinkanlage statt der Winker sowie ein größerer Motor. Sein Hubraum betrug 948 cm³, seine Leistung 34 bhp (25 kW). Die Limousine erreichte damit 117 km/h.
Um kleinen Geschäftsleuten ein steuergünstiges Fahrzeug zur Verfügung zu stellen, kam man auf die Idee, einen kleinen Pick-up anzubieten. Die Kfz-Steuer sollte zudem nicht mehr nach der Hubraumgröße, sondern nach der Zuladung bemessen werden. Kaum war das Modell auf dem Markt, stellte sich jedoch heraus, dass die britischen Finanzbehörden diese Steuervergünstigung nur anerkannten, wenn mindestens 2/3 der Fahrzeuglänge als Ladefläche zur Verfügung standen. Da dies nicht der Fall war, musste auch für das neue „Sparmodell“ die übliche Steuer entrichtet werden. Dadurch wurde der wegen seiner kurzen Ladefläche an sich unpraktische Pick-up so gut wie unverkäuflich. Die wenigen hergestellten Exemplare wurden als Vorführwagen an die Austin-Vertretungen ausgeliefert und endeten meist als Werkstattwagen. Heute ist dieses Modell von Sammlern besonders begehrt.
1962 wurde die Produktion der Austin A35-Limousinen eingestellt. Nachfolger war der Austin A40 Farina. Der Kombi wurde noch bis 1968 weitergebaut, gegen Ende mit einem nochmals vergrößerten Motor des Nachfolgers (1098 cm³, 48 bhp / 35 kW).

## Trivia
Spätere Bekanntheit erlangte der A35 Van durch die Animationsserie Wallace & Gromit, in der die Hauptfigur Wallace einen A35 Van fährt. Auch in den Kinofilmen Wallace & Gromit - Auf der Jagd nach dem Riesenkaninchen und Wallace & Gromit – Vergeltung mit Flügeln ist der Van zu sehen.

## Galerie

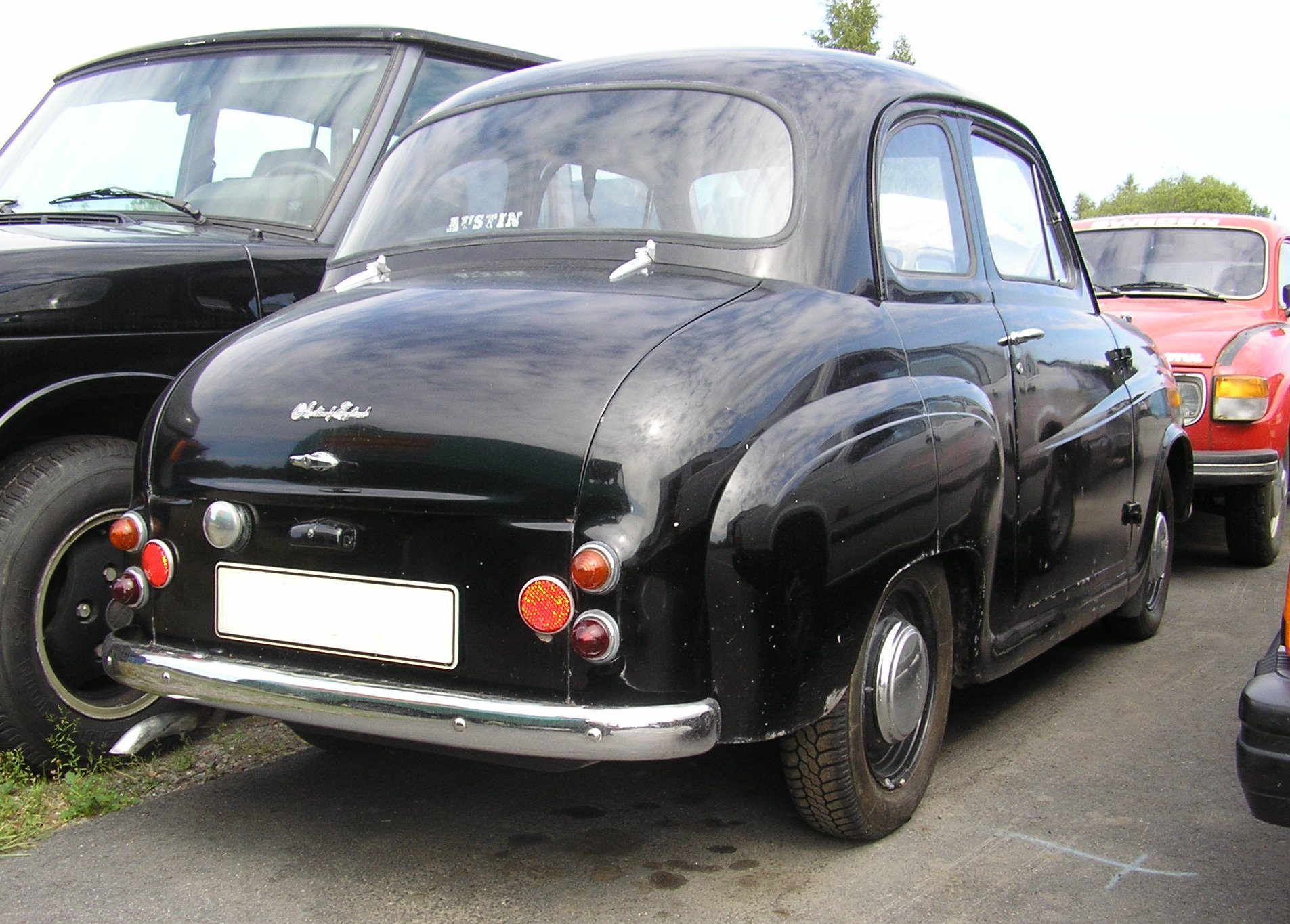
Austin A35 Limousine 2 Türen
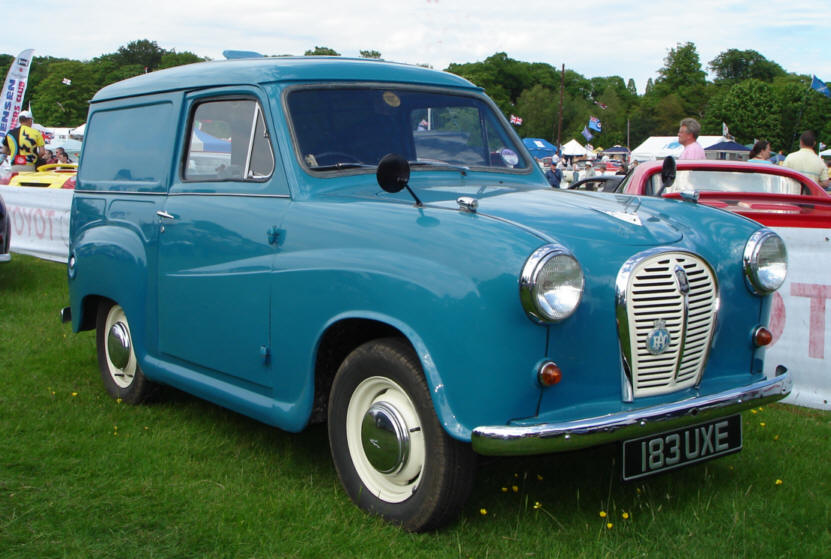
Austin A35 Van (Kombi 3 Türen)
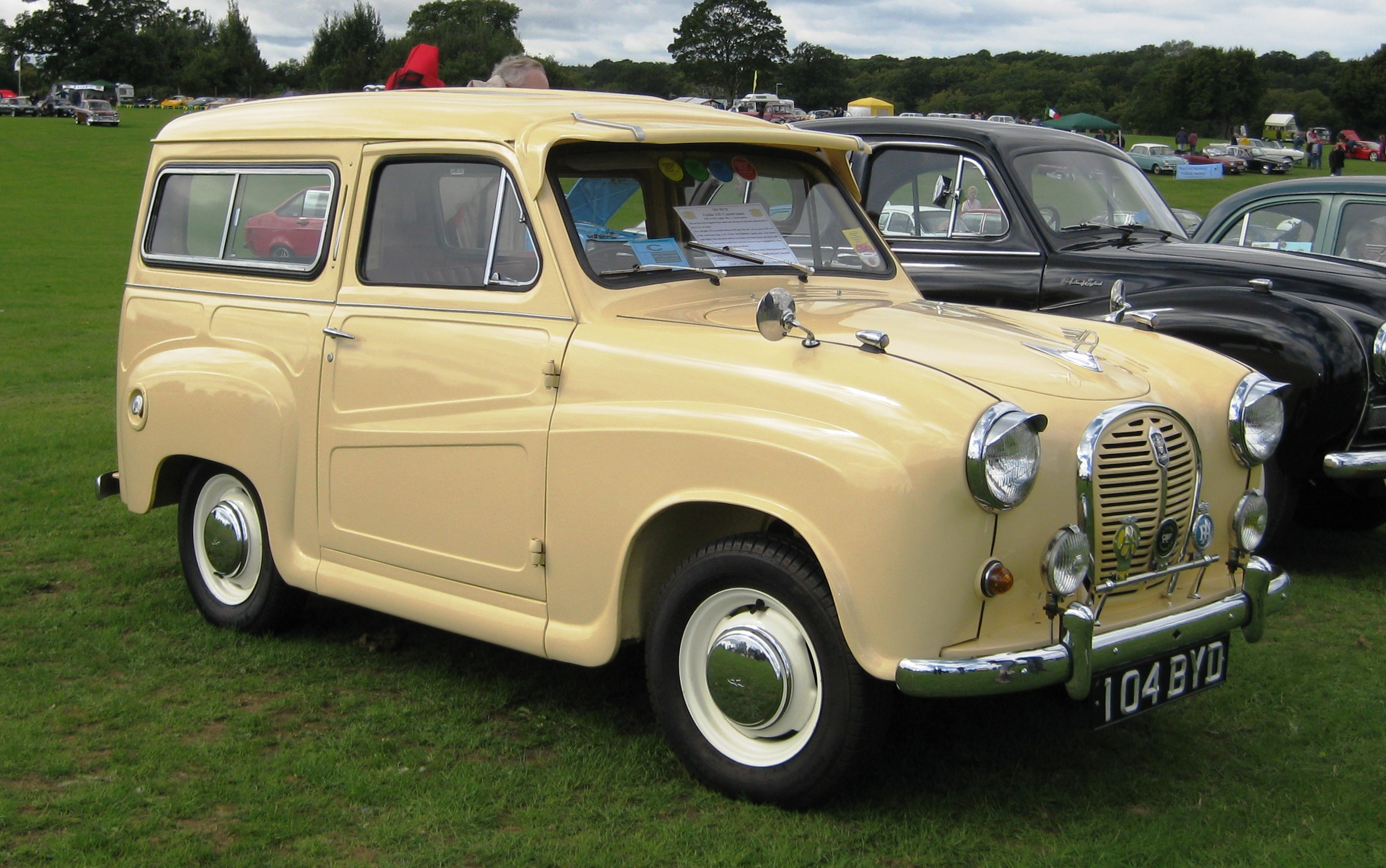
Austin A35 Countryman (Kombi 3 Türen mit weiteren Seiten-Fenster)
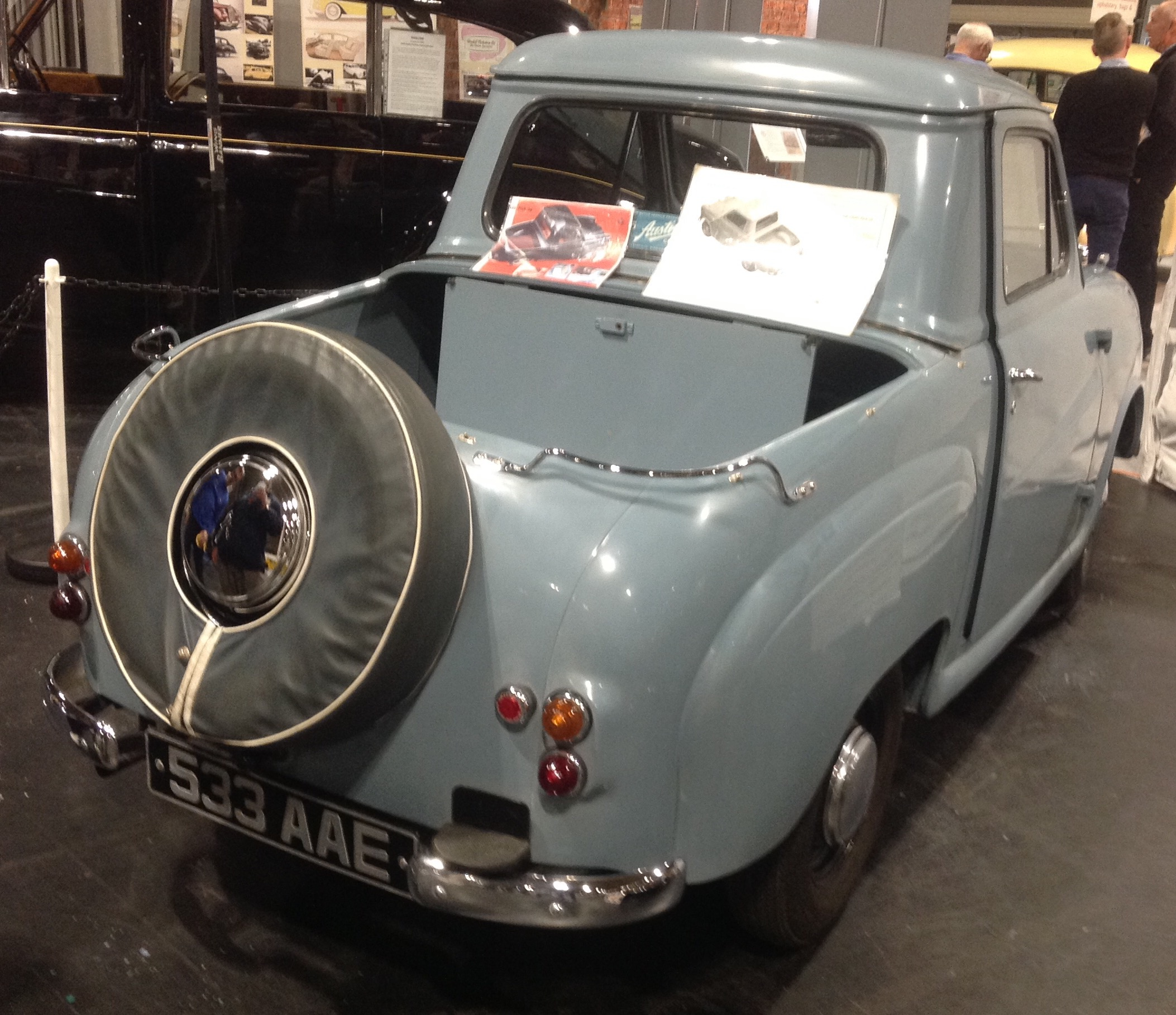
Austin A35 Pick-up 2 Türen